# Cipro ai XX Giochi olimpici invernali
Cipro partecipò ai XX Giochi olimpici invernali, svoltisi a Torino, Italia, dall'11 al 19 febbraio 2006, con una delegazione di 1 atleta impegnato in una disciplina.